# Karpîlivka, Kozeleț
Karpîlivka (în ucraineană Карпилівка) este localitatea de reședință a comunei Karpîlivka din raionul Kozeleț, regiunea Cernihiv, Ucraina.

## Demografie
Componența lingvistică a localității Karpîlivka
     Ucraineană (98,54%)
     Rusă (1,46%)
Conform recensământului din 2001, majoritatea populației localității Karpîlivka era vorbitoare de ucraineană (98,54%), existând în minoritate și vorbitori de rusă (1,46%).